# Anton Seitz (Maler)

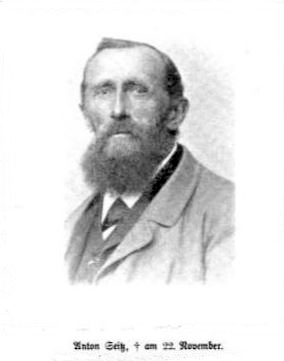
Anton Seitz

Anton Seitz (* 23. Januar 1829 in Roth; † 22. November 1900 in München) war ein deutscher Genre-, Landschafts- und Bildnismaler.

## Leben
Seitz entstammte einer alten Patrizierfamilie von reichen Industriellen aus Nürnberg, die 1839 nach Nürnberg übersiedelte. Er  absolvierte dort Lateinschule und das Gymnasium und begann im Alter von 16 Jahren 1845 eine Ausbildung bei dem Kupferstecher Friedrich Wagner in Nürnberg, um bei diesem das Zeichnen und die Schwarzkunst zu erlernen. Auf dessen Empfehlung besuchte Seitz später die Kunstschule in Nürnberg und wurde dort unter anderem von den Malern Albert Christoph Reindel uns August von Kreling unterrichtet. Durch diese beeinflusst, bevorzugte Seitz die Genremalerei und fand seine Sujets dabei hauptsächlich im Alltagsleben der „kleinen Leute“. Mit dem Tod seiner Eltern ließ sich Seitz als Assistent des Malers Gisbert Flüggen in München nieder, um die bisher vernachlässigte Ausbildung mit farblicher Darstellung nachzuholen. Hier fertigte er zahlreiche Bildnisse, unter anderem ein Porträt des Tiermalers und Radierers Johann Adam Klein und Landschaften. Er fand über die Kunstakademie Anschluss an die Münchner Schule und befand er sich gleichbedeutend neben Kollegen wie Wilhelm von Diez oder Karl von Piloty. Angeregt durch das Studium der Gemälde der Genremaler Frans von Mieris und Pieter Cornelisz van Slingelandt wandte er sich 1853 der Genremalerei zu. Im Jahre 1855 entstanden seine Torwache, das Studienplätzchen des Herrn Magisters und der Zerbrochene Krug. In seinen letzten Lebensjahren fertigte er auch einige lebensgroße Porträts. Seitz ließ sich in seiner Heimat eine Villa errichten und galt als Mäzen und freigiebiger Stifter, was ihm das Ehrenbürgerrecht der Stadt Roth eintrug. Am 11. November 1900 stürzte er unglücklich auf einer Treppe und starb im Alter von 71 Jahren nur wenige Tage später an den Folgen ohne das Bewusstsein wiedererlangt zu haben. In einem Nachruf hieß es:

„Am 22. November verlor die Münchener Kunst in Anton Seitz einen ihrer hervorragendsten Sittenbildmaler, dessen zierliche, wunderbar vollendete Bilder aus dem süddeutschen Volksleben in den Sammlungen der halben Welt zu finden sind, ohne dass man von dem so vornehm bescheidenen Künstler selber jemals viel gewusst hätte. […] Früh nach München übersiedelt, zählte er bald zu dessen besten Kleinmalern und hat seinen ganz eigenartigen Stil im Laufe von vierzig Jahren kaum irgendwie verändert.“

Und Hyacinth Holland merkte an:

„Obwohl alle Vergleiche hinken, so kann doch nicht geleugnet werden, daß zwischen Meissonier und Anton Seitz eine gewisse geistige Fühlung bestand, freilich weniger in der Wahl der Stoffe, als in der Ausführung derselben, in der subtilen, liebevollen, bis ins kleinste Detail mit gleicher Sorgfalt gehenden Durchbildung. Hierin steht der deutsche Maler seinen französischen Vorbildern völlig gleich, obwohl S. an der Stelle des bewegten Soldatenbildes die Darstellung friedlicher oder heiterer Szenen wählte, in der Auffassung ihrer Vorwürfe, in der lebendigen, pietätvollen Wiedergabe der Natur, in der vollen Beherrschung der Farbe und in deren Vortrag und Technik überhaupt waren beide kongenial.“

## Ehrungen und Auszeichnungen (Auswahl)
- 1876 wurde Seitz von der Münchner Kunstakademie als Ehrenmitglied aufgenommen. Zu dieser Zeit war er bereits unangefochten der erste Kleinmaler der Münchner Schule.
- Ihm zu Ehren benannte seine Heimatstadt Roth am 31. März 2001 die Anton-Seitz-Schule (Hauptschule, seit 2010 Mittelschule).
- Goldmedaillen in München und Wien.
- Ritter des Bayerischen St.-Michaels-Ordens.[4]

## Werke
Das künstlerische Werk von Seitz zeichnet sich durch ein leichtes Wechselspiel von Licht und Schatten aus. Auch durch die teilweise humorige Weise seiner Darstellungen wurde er bekannt.
- Bettelmusikant und seine Tochter
- 1856: Das kranke Kind

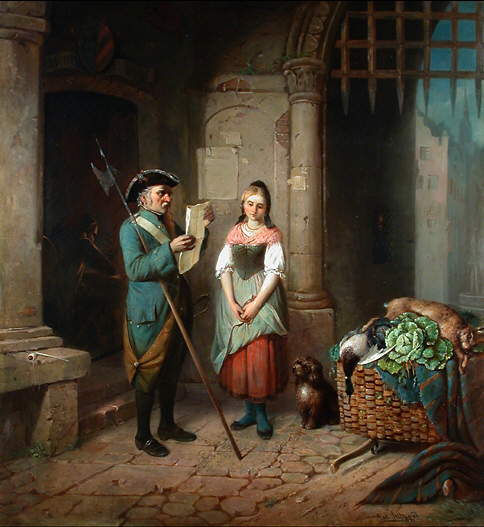
Die Torwache, 1857

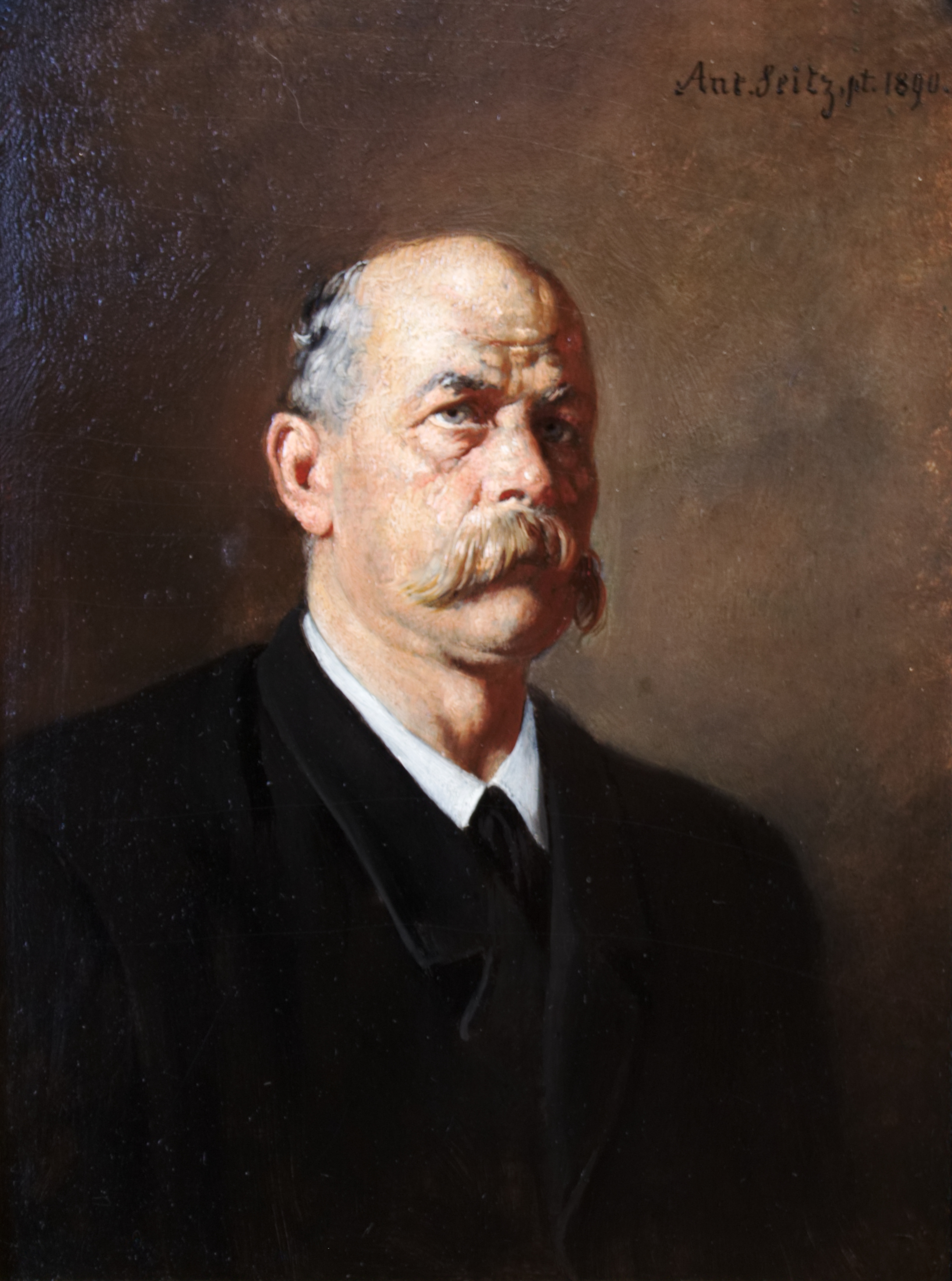
Porträt, Carl Geißelbrecht

- 1857: Ein Torwart und Die Morgenstunde
- 1859: Die Heimkehr
- 1860: Der Geizhals und Ein Politiker
- 1862: Studie in der Dachstube
- 1869: Wirtshausszene
- 1876: Die Quacksalberin
- Die Kartenspieler (Öl auf Holz 30 × 40 cm)
- Neapolitanische Musikanten (Öl auf Holz 33 × 50,5 cm)
- Polizeimann und Landmädchen
- Würfelspieler
- Bauern beim Quacksalber
- Kegelbahn im Gebirge
- Der Photograph auf dem Lande
- Der Gipsfigurenhändler
- Wilderer im Versteck
- Die Kannegießer

Porträts
- Ministerpräsidente Graf von Crailsheim
- Freiherr von Leonrod
- Carl Geißelbrecht